# Висенсия
Висенсия (порт. Vicência)  —  муниципалитет в Бразилии, входит в штат Пернамбуку. Составная часть мезорегиона Мата-Пернамбукана. Входит в экономико-статистический  микрорегион Мата-Сетентриунал-Пернамбукана. Население составляет 29 231 человек на 2004 год. Занимает площадь 250,37 км².

## История

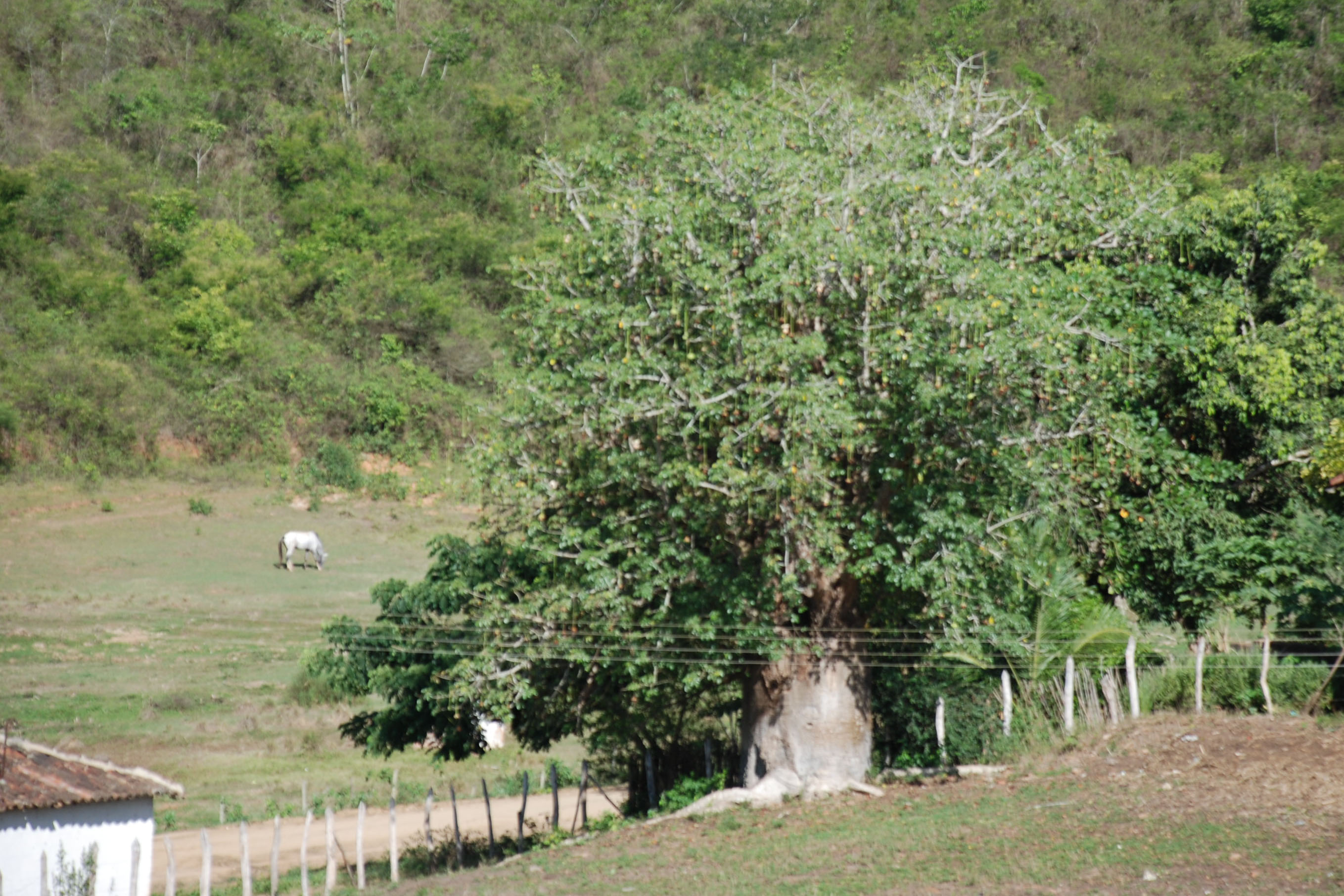

Город основан 5 июня 1879 года. 